# Memorial de Guerra Australiano
El Centro Conmemorativo de Guerra Australiano (en inglés: Australian War Memorial) es el centro de conmemoración de guerra nacional de Australia que recuerda a los miembros de todas sus fuerzas armadas u organizaciones de apoyo que han muerto o participado en las guerras en las que ha participado Australia. El centro incluye un amplio museo militar.
El centro se encuentra ubicado en la ciudad de Canberra. El Australian War Memorial se compone de tres partes: el Área conmemorativa (altar) incluyendo el Hall de la Memoria con la Tumba del Soldado Australiano Desconocido, las galerías del Centro Conmemorativo (museo) y el Centro de investigación (registros). También posee un Jardín de Esculturas en su exterior. 
El Australian War Memorial fue inaugurado en 1941, y es considerado uno de los centros de conmemoración más destacados en su tipo a nivel mundial.